# Park dworski „Waldekówka” w Racławicach
Park dworski „Waldekówka” w Racławicach – zabytkowy park dworski o charakterze założenia krajobrazowego, mieszczący się przy ul. Zielonej w Racławicach koło Niska w województwie podkarpackim. Stanowi fragment terytorium Doliny Dolnego Sanu (obszaru Natura 2000). Nazwa „Waldekówka” pochodzi od rodziny Waldecków, którzy od 1917 do 1944 roku byli właścicielami tego terenu.

## Historia
Park dworski powstał w XIX wieku, bądź na początku XX wieku jako założenie krajobrazowe wykorzystujące walory przyrodnicze obszaru przylegającego do starorzecza Sanu. Teren wchodził w skład majątku ziemskiego o powierzchni 14,5 ha, będącego własnością Maksymiliana Franckego. Dobra te odkupił 30 kwietnia 1917 roku Mieczysław Waldeck wywodzący się z rodziny ziemiańskiej.

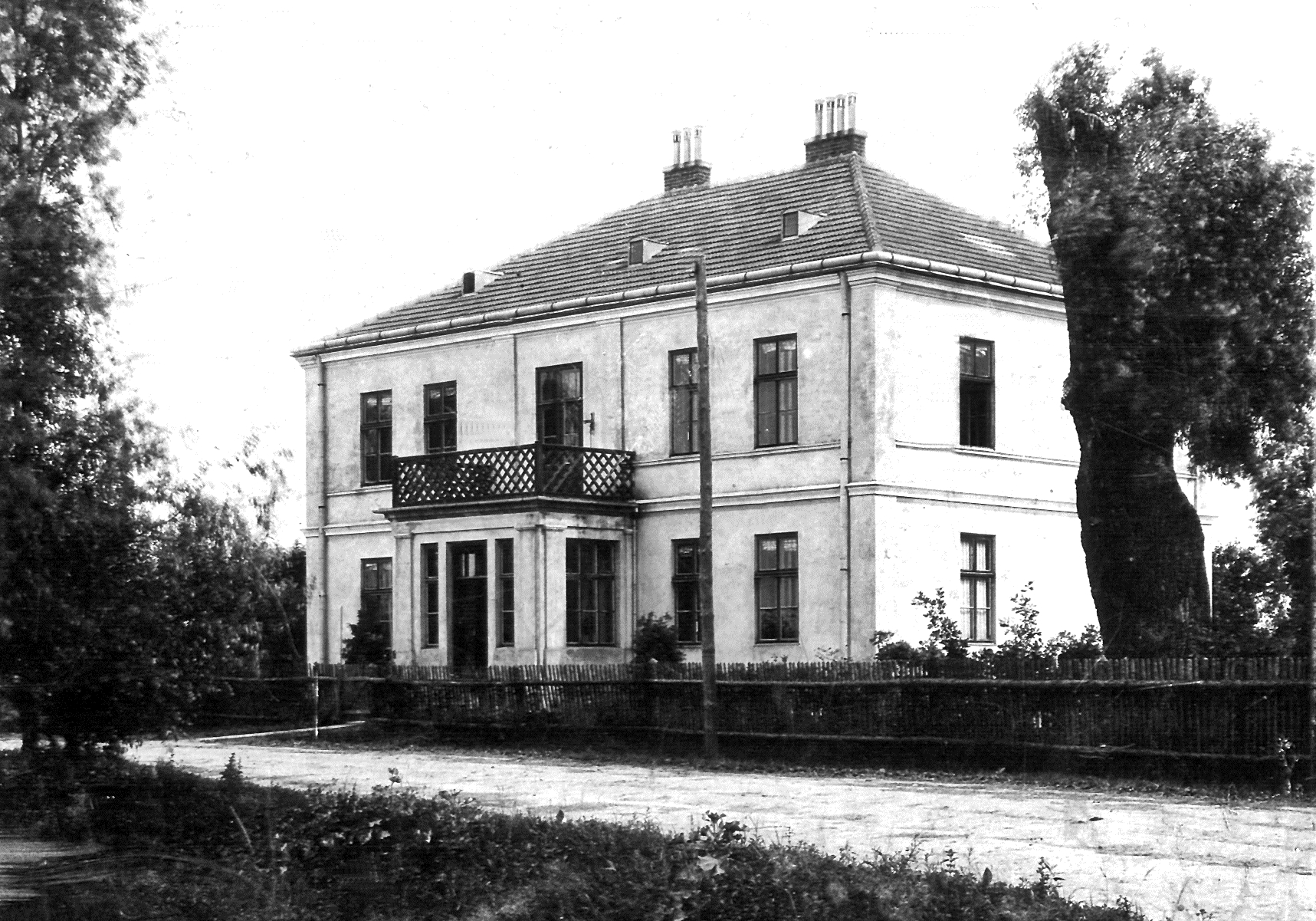
Dwór w Racławicach na początku
XX wieku

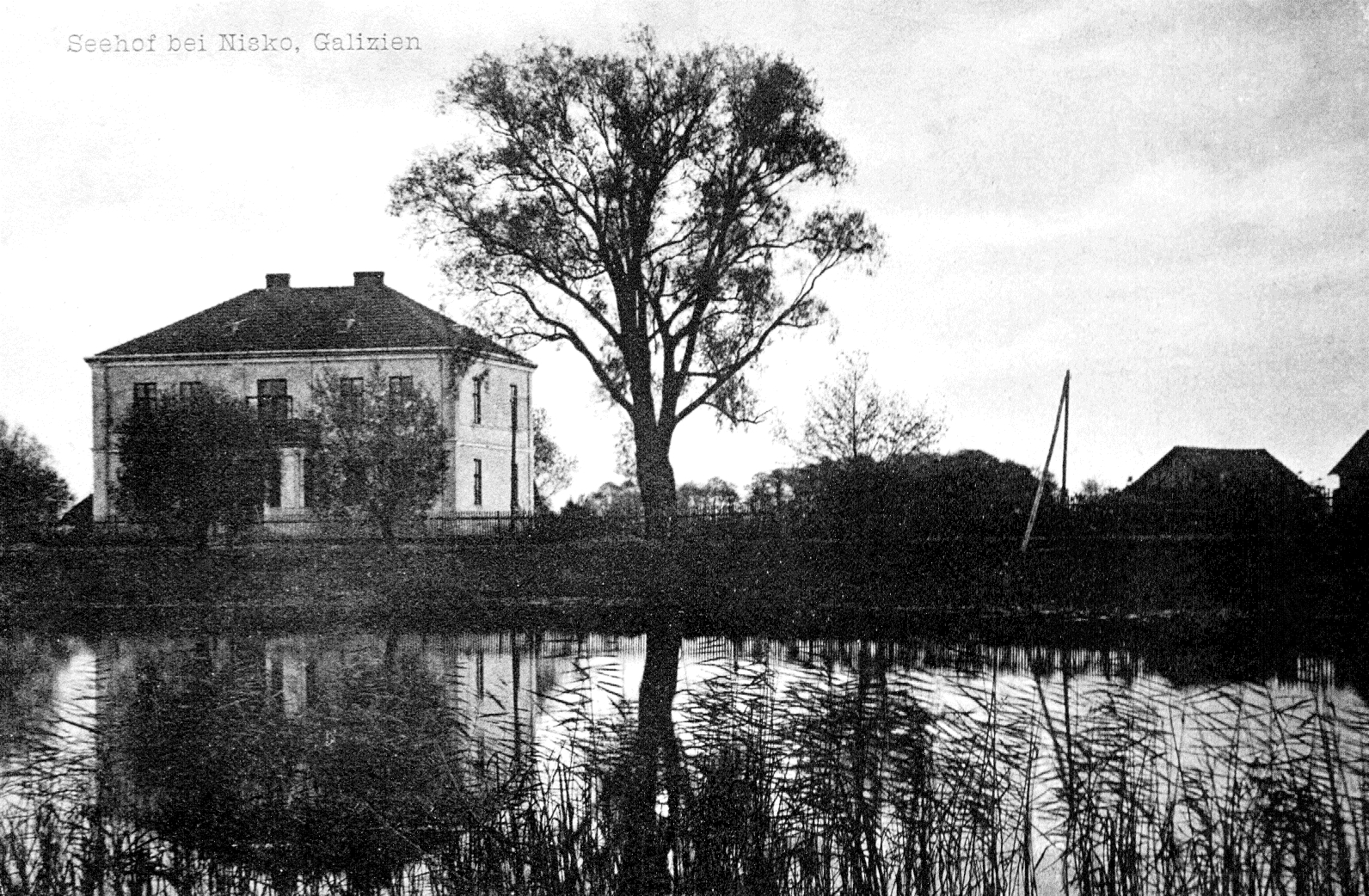
Widok na dwór i park dworski
(przed 1910 r.)

Park dworski, dwór i zabudowania gospodarcze łącznie z folwarkiem znajdowały się w rękach Waldecków do 1944 roku. Majątek został znacjonalizowany dopiero w 1949 roku. Dwór, który przekształcono w siedzibę stacji sanitarno-epidemiologicznej, wraz z otaczającym go parkiem ulegał postępującej dewastacji. W 1995 roku zespół dworsko-parkowy odzyskał Ryszard Waldeck-Ostromęcki, po czym odsprzedał go z braku środków na prace renowacyjne. Obecnym właścicielem obiektu jest Maciej Bielówka.

## Walory przyrodnicze parku
Na terytorium parku znajduje się starorzecze Sanu zwane „Waldekówką” ze stanowiskami grzybieni białych i grążeli żółtych. Część terenu porasta bagienny las olszowy. Na obszarze występują ponadto zmiennowilgotne łąki trzęślicowe, zbiorowiska szuwarowe (w tym turzycowiska) i ciepłolubne murawy ostnicowe.
Bytują tutaj dwa gatunki dzięcioła objęte ścisłą ochroną gatunkową: dzięcioł zielony i czarny. Przypuszcza się, że na terenie starorzecza „Waldekówka” możliwa jest pomyślna reintrodukcja kotewki orzecha wodnego.
Zachowały się resztki starodrzewu, w tym dwa okazy pomnikowe: dąb szypułkowy o obwodzie pnia 390 cm i wysokości 23 m oraz klon zwyczajny o obwodzie pnia 320 cm i wysokości 19,5 m.

## Dwór
Piętrowy dwór powstał na przełomie XIX i XX wieku. Składał się z korpusu o prostokątnej bryle i odchodzącej od niego prostopadle przybudówki. Narożniki obiektu podkreślały lizeny, a podział pomiędzy parterem i piętrem wyznaczał gzyms kordonowy. Główne wejście opatrzone było werandą z tarasem ogrodzonym balustradą, nad którym znajdowała się płaskorzeźba Matki Bożej z Dzieciątkiem Jezus w formie tonda. Obiekt stanowił letnią rezydencję Marii i Mieczysława Waldecków. Po II wojnie światowej mieściła się w nim stacja sanitarno-epidemiologiczna. Budynek został wyeksploatowany i znacznie zniszczony przez państwowych użytkowników. Dwór rozebrano ze względu na zły stan techniczny.
Obecny właściciel wybudował nowy obiekt nawiązujący do architektury dworskiej wraz z zabudowaniami gospodarczymi. Nie stanowi kopii nieistniejącego dworu.